# Heracleum abyssinicum
Heracleum abyssinicum är en flockblommig växtart som först beskrevs av Pierre Edmond Boissier, och fick sitt nu gällande namn av C.Norman. Heracleum abyssinicum ingår i släktet lokor, och familjen flockblommiga växter. Inga underarter finns listade i Catalogue of Life.